# Riz rouge de Camargue
Le riz rouge de Camargue est un riz complet dont le péricarpe est teinté par mutation naturelle d'un rouge foncé. Comme tous les riz de Camargue, il est protégé par une IGP depuis 1998.

## Historique
Le riz a commencé à être cultivé dans le sud de la France au XIIIe siècle. Sa culture en Camargue se fit sous le règne de Henri IV. Elle prit un réel essor au XIXe siècle quand les premiers travaux de dessalement des terres commencèrent en Camargue. Dans les années 1940, cette riziculture dut répondre à un manque de riz à la suite de l'interruption du trafic maritime. 
Au début de la Seconde Guerre mondiale, l'administration française recruta des milliers d'Indochinois pour y remplacer les travailleurs français mobilisés. Beaucoup d'entre eux ont été bloqués en France par la défaite de 1940, et environ 1 500 ont été envoyés en Camargue, où ils ont travaillé dans les marais salants et implanté la culture du riz.
Cette production a été classée comme indication géographique protégée depuis 1998.

## Méthodes culturales

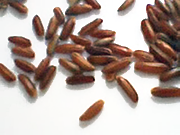
Riz de Camargue avec son péricarpe rouge

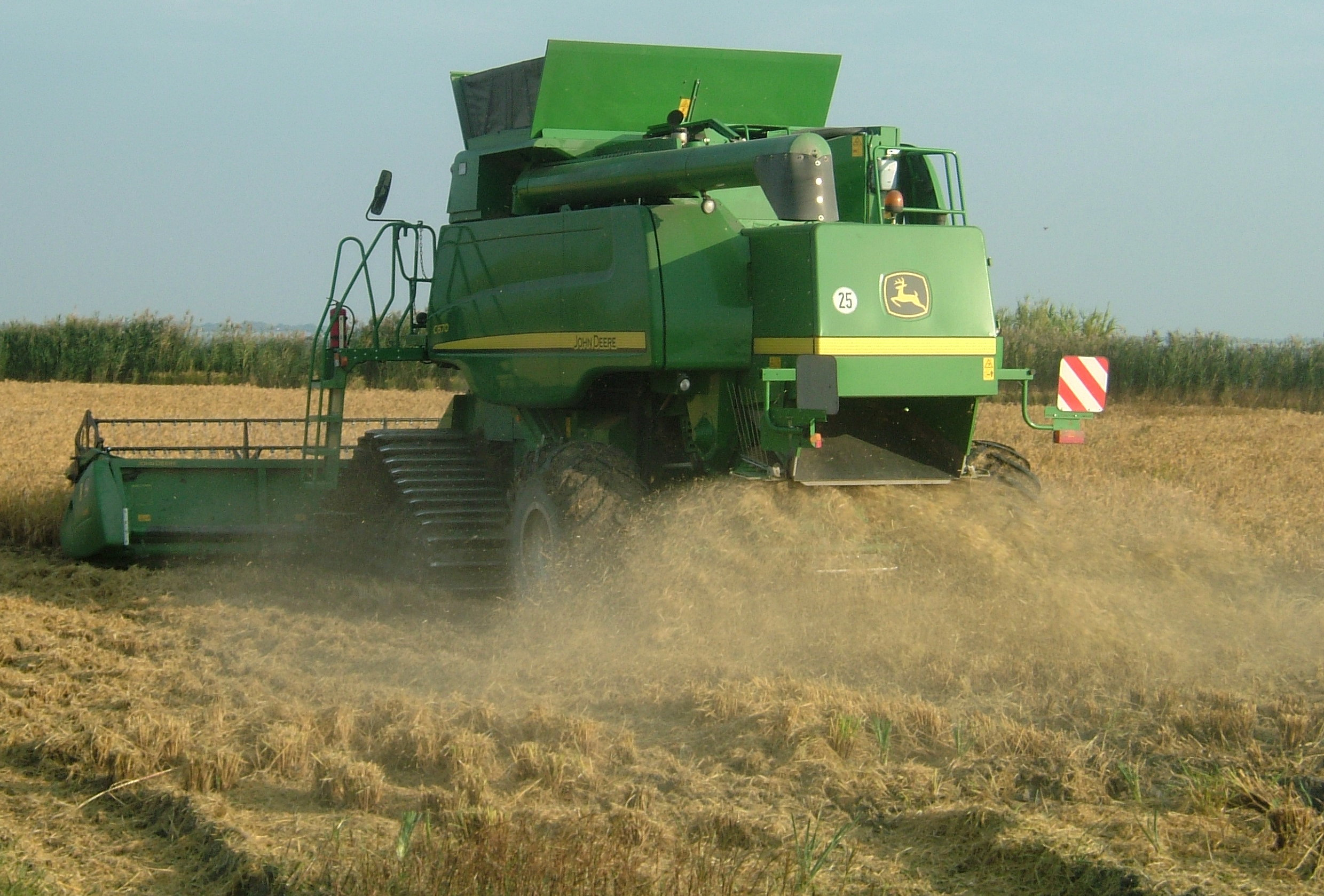
Récolte mécanique du riz en Camargue.

En Camargue, ce riz rouge est cultivé de façon biologique. Sa récolte se fait à pleine maturité pour préserver son goût subtil et sa texture particulière. Il est séché naturellement sous les effets conjugués du soleil et du mistral. Le riz, cultivé et transformé sur place, est accompagné à chaque étape de sa production par des documents permettant de suivre sa traçabilité.
La production de riz de Camargue IGP ne peut se faire que sur 15 communes des départements des Bouches-du-Rhône et du Gard, dans une zone délimitée par Aigues-Mortes, Port-Saint-Louis-du-Rhône et Tarascon. Il y est semé entre avril et mai. Sa culture se fait dans des parcelles recouvertes en permanence d'une couche d'eau de 5 à 10 cm. Sa récolte se déroule généralement à la fin de l'été. La production rizicole en Camargue constitue un atout économique important au niveau local. 
Ses contraintes de production sont importantes car liées à une nappe salée à très faible profondeur, des sols lourds et un climat excessif. Ce qui a contraint les riziculteurs à mettre en place un réseau hydraulique performant, pour l’irrigation et le drainage. Celui-ci a une double fonction en permettant de répondre aux besoins importants d'eau en période estivale, mais aussi d'évacuer les excès d'eau provoqués par de fortes précipitations typiques du climat méditerranéen.
Les producteurs ont su constituer un parcellaire agricole qui par ses dimensions limitées et son nivellement permet une bonne gestion des apports en eau nécessaires à la culture. Cette préparation technique a permis de semer des variétés adaptées au milieu (température, mistral).

## Produits
En plus de la vente en sachet, ou paquet, le riz rouge rentre dans la composition d'une bière, commercialisée sous le nom de Red Rice, (riz rouge).